# Pont de l'Iroise
De Pont de l'Iroise (vertaald: Brug van de Iroise) is een tuibrug in Finistère, Bretagne, Frankrijk. De brug overspant de rivier de Élorn, op het punt waar deze de rede van Brest instroomt. Over de brug loopt de N165, de weg tussen Brest en Quimper. De brug ligt tussen Le Relecq-Kerhuon ten noorden van de rivier en Plougastel-Daoulas ten zuiden van de rivier. De brug is vernoemd naar de Iroise, de zee waar de rede van Brest op uitkomt. Van de tuibruggen is het de brug met de op twee na langste overspanning in Frankrijk, na de Pont de Normandie en de Pont de Saint-Nazaire en dus voor het Viaduct van Millau.

## Beschrijving
Deze brug werd tussen 1991 en 1994 gebouwd door het consortium Demathieu & bard, Pico en Razel. Ze vervangt de vroegere Pont Albert-Louppe, die er vlakbij en parallel aan lag en nu allen gebruikt wordt voor fiets- en voetgangersverkeer.
De Pont de l'Iroise is een tuibrug waarvan het brugdek rechtstreeks wordt ondersteund door een reeks kabels. Hij is 800 meter lang, met 400 meter tussen de twee pylonen. Toen de brug in juli 1994 in gebruik werd genomen, was hij wereldrecordhouder op het gebied van spanwijdte.
Het brugdek, met een totaal gewicht van 26.500 ton, is voorgespannen en gemaakt van lichtgewicht beton voor het centrale deel en ultrahoog prestatiebeton voor de rest. De pylonen zijn ook gemaakt van dit type beton. De centrale overspanning is 400 m lang en werd geïnstalleerd door middel van korbelen, terwijl de randoverspanningen werden geïnstalleerd door middel van vijzelen. Het is een van de grootste tuibruggen met een axiale overspanning.
De brug werd op 12 juli 1994 ingehuldigd door Édouard Balladur, de toenmalige premier, in aanwezigheid van Julien Querré, burgemeester van Le Relecq-Kerhuon in 1994.
Enkele feiten over de bouw:
- 18.500 m³ beton
- 54.400 m² bekisting
- 2.900 ton betonijzer voor het gewapende beton
- 470 ton voorspanstaal
- 740 ton staal voor de stutten
- 45.000 dagelijkse gebruikers

Het project kostte 264 miljoen Franse frank (waarde 1994).